# Semi Radradra
Semi Radradra Turagasoli Waqavatu (13 de junho de 1992) é um jogador de rugby fijiano, que joga na posição de back.

## Carreira
Fez parte do elenco da Seleção Fijiana de Rugby Sevens Masculino nos Jogos Olímpicos de Verão de 2020 em Tóquio, conquistando a medalha de ouro.